# 25 Virginis
25 Virginis (f Virginis) é uma estrela na direção da Virgo. Possui uma ascensão reta de 12h 36m 47.37s e uma declinação de −05° 49′ 54.7″. Sua magnitude aparente é igual a 5.88. Considerando sua distância de 224 anos-luz em relação à Terra, sua magnitude absoluta é igual a 1.69. Pertence à classe espectral A3V.